# طعام الآلهة وكيف جاء إلى الأرض
طعام الآلهة وكيف جاء إلى الأرض (بالإنجليزية: The Food of the Gods and How It Came to Earth)‏ هي رواية خيال علمي بقلم الكاتب هربرت جورج ويلز، نشرت لأول مرة في عام 1904. قال ويلز عنها انها «فنتازيا على تغير حجم العلاقات الإنسانية.... أتتني الفكرة بينما كنا أفكر باحتمالات المستقبل القريب في كتاب بعنوان التوقعات (1901)». الرواية هي إحدى أقل أعماله شهرة. وتم اقتباس عدة أفلام درجة ثانية منها.

## روابط خارجية
- طعام الآلهة وكيف جاء إلى الأرض على موقع الموسوعة البريطانية (الإنجليزية)